# Shane (1953.)
Shane je vestern Georgea Stevensa iz 1953., snimljen prema istoimenom romanu Jacka Schaefera. U glavnim ulogama pojavljuju se Alan Ladd, Jean Arthur i Van Heflin.

## Pozadina i produkcija
Shane govori o revolverašu koji dolazi u netom naseljeno poljoprivredno gospodarstvo blizu mirnog gradića i bori se za svoje pravo na dio zemlje protiv stočara koji posjeduje većinu zemlje.
Iako je radnja izmišljena, neki njezini elementi izvedeni su iz Rata okruga Johnson u Wyomingu. Film je sniman u planinama Jackson Hole u Wyomingu, a mnoge scene prikazuju planinski masiv Grand Teton. Druge lokacije snimanja bile su jezero Big Bear, San Bernardino National Forest, Iverson Ranch, Chatsworth i studio Paramounta u Hollywoodu.
George Stevens prvo je htio angažirati Montgomeryja Clifta za ulogu Shanea, a Williama Holdena kao Joea Staretta. Kad se pokazalo da su obojica nedostupna, snimanje filma umalo nije otkazano. Stevens je zamolio šefa studija, Y. Franka Freemana da provjeri listu dostupnih glumaca. Odabrao je Alana Ladda, Van Heflina i Jeana Arthura za manje od tri minute.
Iako je film snimljen između srpnja i listopada 1951., nije objavljen sve do 1953. zbog toga što je Stevens oduljio s montažom. Film je financijski postao toliko zahtjevan da je Paramount razmišljao da ga proda nekom drugom studiju. Šefovi studija pomislili su kako film nikad neće vratiti novac uložen u njega. Međutim, film je ostvario značajnu zaradu.
Jean Arthur nije bila prvi izbor za ulogu Marian. Katharine Hepburn bila je prvi izbor. Iako nije snimila film već pet godina, Arthur je prihvatila ulogu na zahtjev Stevensa, s kojim je već bila radila na dva filma, The Talk of the Town (1942.) i The More the Merrier (1943.), za koji je dobila svoju jedinu nominaciju za Oscara.
Jack Palance imao je problema s konjima, a Alan Ladd s pištoljima. Scena u kojoj Shane vježba pucanje s Joeyjem zahtijevala je 119 ponavljanja.

## Radnja
Misteriozni revolveraš zvan Shane (Alan Ladd) stiže u mirni gradić i ubrzo se sprijatelji s priprostim posjednikom Joeom Starettom (Van Heflin) koji je posvađa s moćnim kraljem stoke, Rufusom Rykerom (Emile Meyer), koji želi istjerati njega i sve ostale poljodjelce sa zemlje za koju računa da je njegova. Shane prihvaća posao posao farmera, ali ubrzo privlači pozornost mladog Starettovog sina Joeyja (Brandon De Wilde), zbog svojih vještina s pištoljem. Samog Shanea privlači šarmantna Starettova žena, Marian (Jean Arthur).
Kako polako rastu tenzije, Ryker angažira hladnokrvnog i vještog revolveraša, Jacka Wilsona (Jack Palance). Joe Starett odlučuje ubiti Wilsona i Rykera i tako spasiti grad od propasti. Međutim, u toj nameri ga zaustavlja Shane koji inzistira da to učini on. U sukobu Shane nevoljko udari Staretta pištoljem u potiljak onesvijestivši ga, znajući kako je to jedini način na koji bi Joe ostao živ. Shane se odlazi suočiti s Wilsonom u konačnom obračunu, ubija njega i Rykera. Nakon što je razuvjerio Joeyja od namjere da krene njegovim putem, Shane odlazi u nepoznate krajeve.
Kad Shane odlazi na konju, Joey viče za njim: "Tata ima posla za tebe! I majka te želi. Znam da je tako." Film završava s Joeyjem koji viče: "Shane! Shane! Vrati se!".

## Nagrade i nominacije
Film je zaradio šest nominacija za Oscara. Osvojio je za najbolju snimku u boji. Ostale nominacije bile su za najboljeg sporednog glumca (Brandon De Wilde), najboljeg sporednog glumca (Jack Palance), režiju, najbolji film i najbolji originalni scenarij.

## Shaneu popularnoj kulturi
- 1966. se počela prikazivati televizijska serija Shane, a u glavnoj ulozi nastupio je David Carradine.
- Clint Eastwood snimio je poluremake Shanea, nazvan Blijedi jahač u kojem su, uz njega, nastupili Michael Moriarty, Carrie Snodgress i Christopher Penn.
- U epskom špageti-vesternu Sergia Leonea, Bilo jednom na Divljem zapadu, primjećuje se scena u počast Shaneu, u kojem vidimo dječaka koji se pretvara da lovi ptice u lovu s ocem. Scena je slična onoj u kojoj se Joey igra na polju i pretvara da gađa patke, prije nego što je sreo Shanea.
- Slavna rečenica iz filma Taksist iz 1976., "You talkin' to me?", koja je nastala improvizacijom Roberta De Nira, bila je inspirirana jednom Shaneovom rečenicom iz filma.
- Na početku konceptualnog albuma Rogera Watersa iz 1984., The Pros and Cons of Hitchhhiking, Watersov lik gleda Shane na televiziji. Poslije, u jednoj od pjesama mogu se čuti sljedeći stihovi: 'Do you remember Dick Tracy?/Do You remember Shane?' Stihovi su tako naznačili da je Waters vjerovao kako je Shane umro.
- U filmu Pregovarač, sa Samuelom L. Jacksonom i Kevinom Spaceyjem, spominje se nejasni kraj Shanea. Spaceyjev lik, Chris Sabian, upita Dannyja Romana (Samuel L. Jackson), zašto je izabrao film u kojem glavni junak umire na kraju. Dvojica počinju raspravu o tom što se zapravo dogodilo Shaneu, Sabian tvrdi da je umro, dok Roman odvraća kako je to samo nagađanje.
- Rečenica iz filma, "Shane. Shane. Come back!", izabrana je kao 47. najslavniji filmski citat u izboru Američkog filmskog instituta.
- Pjesma Shane bila je jedan od najvećih hitova Darka Rundeka.

## Vanjske poveznice
- Shane u internetskoj bazi filmova IMDb-a